# Walter Janka

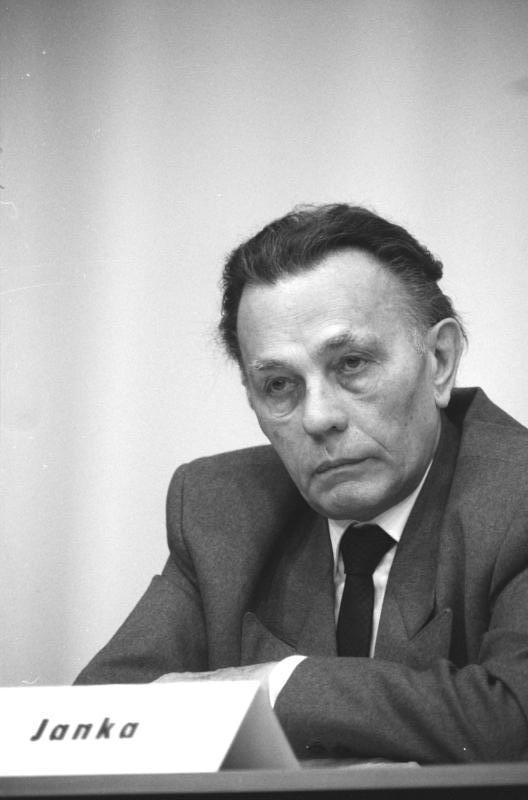
Walter Janka bei einem außerordentlichen Parteitag der SED 1989 in Berlin

Walter Janka (* 29. April 1914 in Chemnitz; † 17. März 1994 in Kleinmachnow) war ein deutscher Dramaturg und Verleger.

## Anfänge
Walter Janka war eines von sechs Kindern des Werkzeugschlossers Adalbert Janka. 1920 bis 1928 besuchte er die Volksschule, von 1928 bis 1932 absolvierte er eine Lehre als Schriftsetzer.
Walter Janka wurde 1930 Organisationsleiter, dann politischer Leiter des Unterbezirks Chemnitz des KJVD. Nach der Ermordung seines Bruders Albert Janka durch die Nationalsozialisten folgte seine Verhaftung durch die Gestapo. Nach einer Untersuchungshaft in Chemnitz und Freiberg wurde er wegen Vorbereitung zum Hochverrat verurteilt. Nach einer 1 1⁄2-jährigen Haft im Zuchthaus Bautzen I verbrachte er sechs Monate im KZ Sachsenburg. Anschließend wurde er 1935 in die Tschechoslowakei abgeschoben.
1936 ging Janka in die Spanische Republik, um sich im Thälmann-Bataillon am Spanischen Bürgerkrieg zu beteiligen. 1937 wurde er Hauptmann und bald danach in der Karl-Marx-Division jüngster Major der spanischen Volksarmee. In der Schlacht am Ebro erlitt er eine schwere Verwundung. Er begegnete in Spanien auch dem späteren Stasi-Chef Erich Mielke in dessen Funktion als Offizier der stalinistischen Geheimpolizei in Spanien, SIM (Servicio de Investigación Militar).
Nach dem Sieg der putschenden Franco-Truppen flüchtete er nach Frankreich, wo er 1939 bis 1941 in den Lagern Saint-Cyprien, Camp de Gurs, Le Vernet und Camp des Milles interniert war. Nach erneuter Flucht ging er über Casablanca im November 1941 ins Exil nach Mexiko, wo er gemeinsam mit Paul Merker und Alexander Abusch die Bewegung Freies Deutschland gründete. Er leitete dort den 1942 gegründeten Verlag „El Libro Libre“ (Das freie Buch), für den u. a. auch Anna Seghers tätig war. 1946 übernahm Janka die Leitung der KPD-Gruppe in Mexiko.

## In der DDR

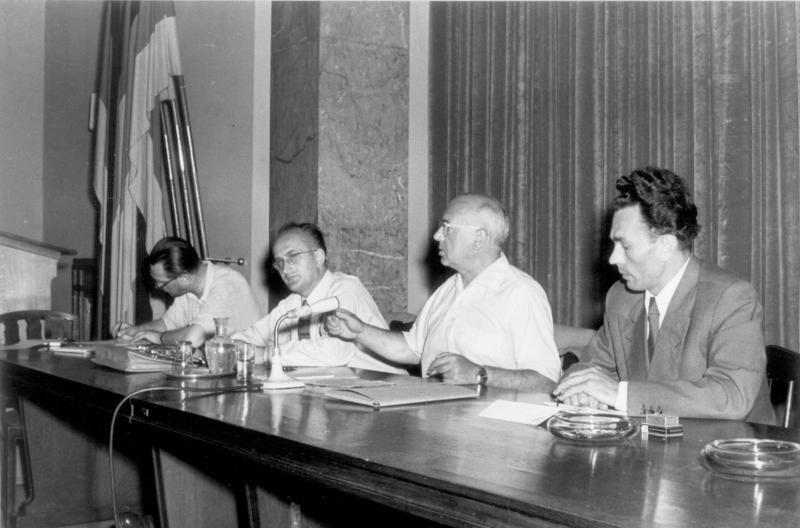
Walter Janka (rechts) 1955, neben ihm Johannes R. Becher und dessen Referent Karl Tümmler

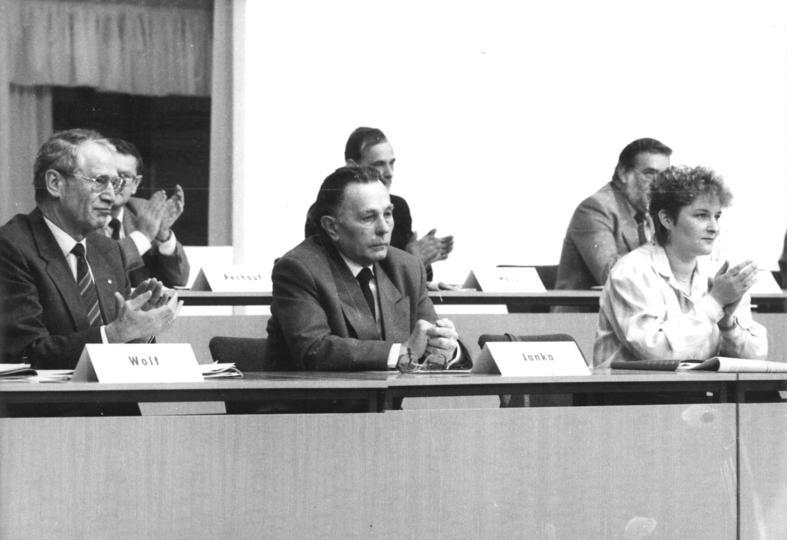
Walter Janka (Mitte) auf dem SED-Sonderparteitag am 16. Dezember 1989 in Berlin, neben ihm Markus Wolf

Nach dem Ende des Zweiten Weltkrieges kehrte er im April 1947 nach Deutschland zurück. Im gleichen Jahr heiratete er in Ost-Berlin die Übersetzerin und langjährige Gefährtin Charlotte (Lotte) Scholz. Der Ehe entstammen zwei Kinder (André, * 1948, und Yvonne, * 1950).
Nach kurzer Mitarbeit im Parteivorstand der neu gegründeten SED und als persönlicher Sekretär von Paul Merker sollte Janka den Partei- und Sicherheitsapparat in Halle an der Saale aufbauen, lehnte dies jedoch ab. Im Juli 1948 trat er dem Vorstand der DEFA bei und wurde am 6. Oktober zum geschäftsführenden Direktor ernannt, jedoch bereits 1949 abgelöst.
Im Februar 1950 wurde Janka stellvertretender Geschäftsführer des Aufbau-Verlages in Ost-Berlin, 1953 dessen Leiter. In Zusammenarbeit der DEFA mit westdeutschen Filmfirmen plante er eine Verfilmung von Thomas Manns Roman Buddenbrooks, ein anderes Wunschprojekt war ein DEFA-Film mit Charles Chaplin als Hauptdarsteller. Zu diesem Zweck traf er Chaplin am 18. Mai 1954 in Vevey.

### Prozess und Haft
Am 6. Dezember 1956 wurde Walter Janka unter Anklage der konterrevolutionären Verschwörung verhaftet und in das Untersuchungsgefängnis Berlin-Hohenschönhausen gebracht. Man warf ihm vor, als Mitglied im „Kreis der Gleichgesinnten“, der von der Justiz und den Medien als Gruppe Harich bezeichnet wurde, unter anderem die Absetzung Ulbrichts, freie Wahlen, Meinungsfreiheit und Rechtsstaatlichkeit gefordert zu haben. Diese Forderungen waren von Harich auch an einen sowjetischen Botschafter und an Pressevertreter in Westdeutschland übergeben worden.
Nach über einem halben Jahr Untersuchungshaft verurteilte das oberste Gericht der DDR ihn am 26. Juli 1957 „als unmittelbarer Hintermann und Teilnehmer einer konterrevolutionären Gruppe“  wegen Boykotthetze zu fünf Jahren Zuchthaus mit verschärfter Einzelhaft. Der Prozess wurde von einem hohen Sicherheitsaufgebot begleitet; sogar die Justizministerin Hilde Benjamin nahm als Zuschauerin teil. Kein Zeuge der Verteidigung wurde zugelassen. Generalstaatsanwalt Ernst Melsheimer drohte Jankas Freund Paul Merker, der kurz zuvor nach einer Verurteilung durch ein DDR-Gericht rehabilitiert worden war, nun als Zeuge auftrat und Janka zunächst entlastete, erfolgreich mit den Worten:

„Wissen Sie überhaupt, dass Sie eigentlich auf die Anklagebank gehören? Dass Sie nur ein Haar von dem Verräter Janka trennt. Sie gehören auf den Platz neben ihm. Und wenn Sie hier nicht die Wahrheit sagen, dann müssen Sie damit rechnen, den Platz neben ihm doch noch einzunehmen.“

Der bereits im März 1957 zu einer Zuchthausstrafe von zehn Jahren verurteilte Wolfgang Harich, Angestellter Jankas im Aufbau-Verlag, trat in diesem von Richter Walter Ziegler geführten Schauprozess als Hauptzeuge der Anklage auf und belastete Janka schwer. Die ehemaligen Freunde blieben ab da ein Leben lang verfeindet.
In den beiden Schauprozessen im März und Juli 1957 wurden weiterhin verurteilt:
- Gustav Just und Bernhard Steinberger zu je vier Jahren Zuchthaus,
- Richard Wolf zu drei Jahren Zuchthaus,
- Heinz Zöger zu zweieinhalb Jahren Zuchthaus und
- Manfred Hertwig zu zwei Jahren Zuchthaus.

Janka verbüßte seine Strafe im Zuchthaus Berlin-Lichtenberg und ab 1958 in Bautzen II, wo er schwer erkrankte. Er schrieb später (in dritter Person): „Wieder musste Janka an die Jahre der Nazizeit denken. Immer beginnt es damit, die Köpfe zu verunstalten“ – also die Haare abzuschneiden. Als man ihm die Instandsetzung der Heizung in seiner Zelle verweigerte, war das wie damals, „als Janka in den dreißiger Jahren bei den Nazis in Bautzen gesessen hatte. Damals in der großen Haftanstalt. Am Rande der Stadt. Die Einwohner von Bautzen nennen sie ‚das gelbe Elend‘, weil alle Gebäude aus gelben Klinkersteinen gemauert sind.“

### Rehabilitation
Am 23. Dezember 1960 wurde Walter Janka auf Grund internationaler Proteste vorzeitig aus der Haft entlassen. Nach seiner Entlassung und anfänglicher Arbeitslosigkeit arbeitete er in der Synchronisation und war ab 1962 als Dramaturg bei der DEFA tätig. Wie in den 1950er Jahren lebte er wieder in Kleinmachnow bei Berlin.
Zusammen mit anderen Autoren entwickelte Janka in den folgenden Jahren für die DEFA Szenarien und Drehbücher für Spielfilme. Er war erheblich an dem mehrfach ausgezeichneten Film Goya (1971) beteiligt, erhielt aber nur eine nichtöffentliche Anerkennung als Verdienter Aktivist. Anfang der 1970er-Jahre dachte er darüber nach, Klaus Manns Roman Mephisto zu verfilmen. Janka hatte gute Beziehungen zur Familie Mann, was auf seine Arbeit als Verleger im mexikanischen Exil im El libro libre (bei dem auch Heinrich Mann veröffentlichte), zurückging. Mit Rechtsunsicherheiten begründet (da Mephisto als Buch ab 1966 in der Bundesrepublik Deutschland verboten war; → Mephisto-Entscheidung des Bundesverfassungsgerichts vom 24. Februar 1971), wurde das Projekt seitens der DEFA zunächst ad acta gelegt. Später gab es weitere Vorbehalte. (1981 wurde der Roman vom West-Berliner Produzenten Manfred Durniok in einer westdeutsch-österreichisch-ungarischen Co-Produktion – unter Beteiligung der DEFA als Dienstleister und Rolf Hoppe in einer Hauptrolle – mit dem Titel Mephisto verfilmt und bekam 1982 – neben weiteren Auszeichnungen – einen Oscar.)
1972 erfolgte die Wiederanerkennung als Verfolgter des Naziregimes und erneute Aufnahme in die SED. Sein autobiografisch gefärbtes Szenarium um den Spanischen Bürgerkrieg Reise nach Gandesa blieb unverfilmt. 1973 löste er den Vertrag mit der DEFA.
In den achtziger Jahren schrieb er Artikel, reiste mehrmals in die Bundesrepublik und hielt Vorträge über seine Erlebnisse im Spanischen Bürgerkrieg. Am 1. Mai 1989 erhielt er „in Würdigung hervorragender Verdienste beim Aufbau und bei der Entwicklung der sozialistischen Gesellschaftsordnung in der Deutschen Demokratischen Republik“ den Vaterländischen Verdienstorden in Gold.

## Nach der friedlichen Revolution in der DDR
Zur Zeit der friedlichen Revolution in der DDR erschienen im Oktober 1989 im Rowohlt Verlag seine Memoiren über die Haftzeit unter dem Titel Schwierigkeiten mit der Wahrheit, die schnell in der DDR verbreitet wurden. Janka wurde nun sehr populär und das Urteil von 1957 in einer öffentlichen Sitzung des Obersten Gerichts der DDR am 4. und 5. Januar 1990 für aufgehoben erklärt. Gleichzeitig kam es zu einem publizistischen und juristischen Streit zwischen Janka und Harich über Einzelheiten des Prozesses. Janka wurde 1990 für sein dramaturgisches Gesamtschaffen mit dem Heinrich-Greif-Preis ausgezeichnet.
Am 16. Dezember 1989 war Janka Mitglied im Präsidium des Sonderparteitages der SED/PDS in der Dynamo-Sporthalle in Ost-Berlin. 1990 wurde er Mitglied im Rat der Alten beim Parteivorstand der PDS, die er jedoch bald darauf enttäuscht verließ. Im gleichen Jahr erhielt er den Preis „Das politische Buch“ der Friedrich-Ebert-Stiftung. Janka starb 1994 in Kleinmachnow und liegt dort auf dem Waldfriedhof begraben.

## Schriften
- Schwierigkeiten mit der Wahrheit, Rowohlt Taschenbuch, Reinbek bei Hamburg 1989, ISBN 3-499-12731-8.
- Spuren eines Lebens, Rowohlt, Berlin 1991, ISBN 3-87134-006-5.
- … bis zur Verhaftung. Erinnerungen eines deutschen Verlegers, Aufbau, Berlin, Weimar 1993, ISBN 3-351-02410-X.

## Weblinks

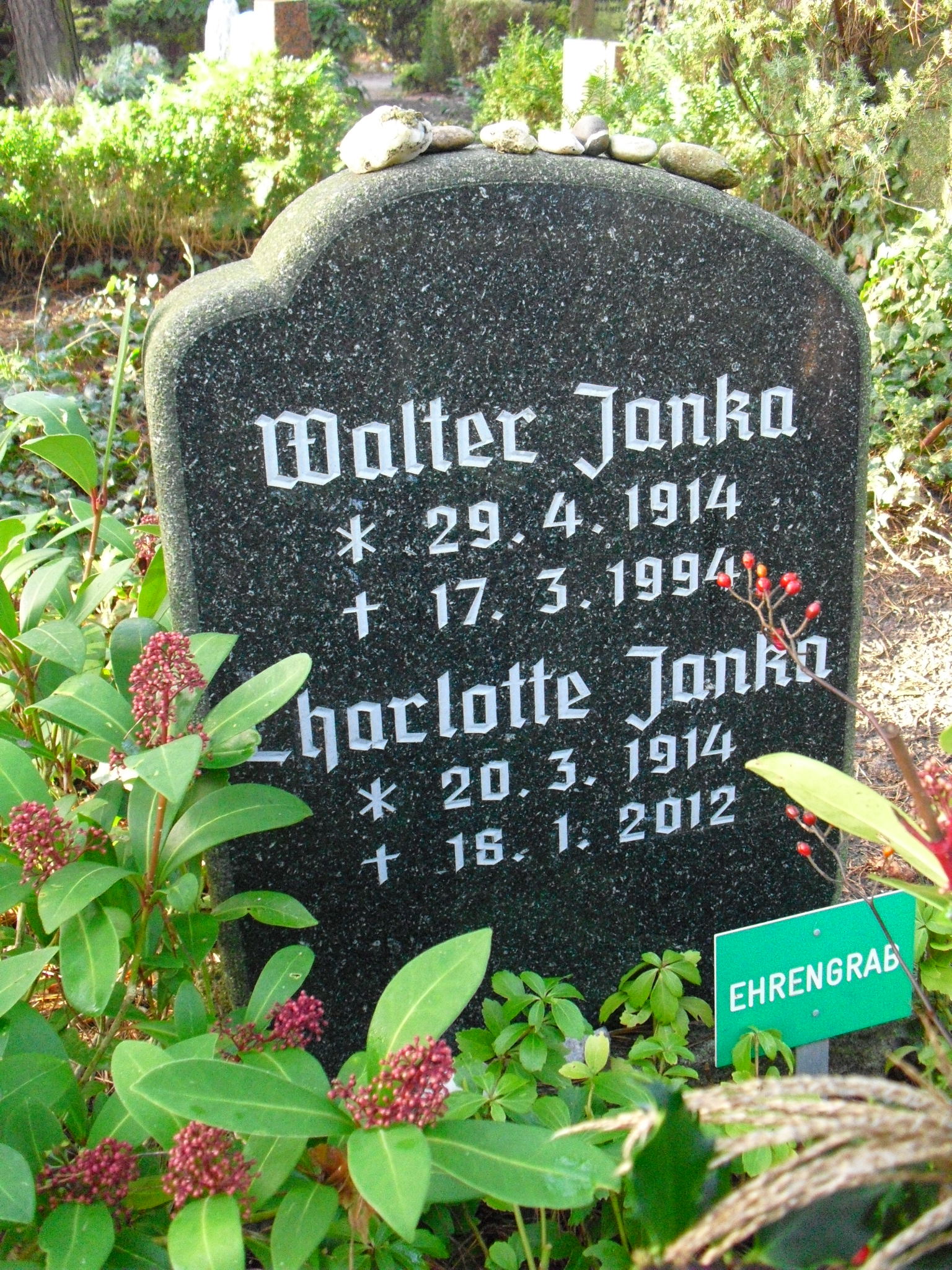
Ehrengrab für Walter Janka auf dem Waldfriedhof Kleinmachnow

## Filmografie (als Dramaturg)
- 1965: Chronik eines Mordes
- 1965: Die antike Münze
- 1965: Hamida
- 1968: Schüsse unterm Galgen
- 1968: Die Toten bleiben jung
- 1969: Zeit zu leben
- 1971: Goya
- 1971: Anflug Alpha 1
- 1972: Reife Kirschen
- 1972: Lützower
- 1975: Lotte in Weimar
- 1988: Lager des Schweigens